# Dungargarh
Dungargarh é uma cidade e um município no distrito de Churu, no estado indiano de Rajastão.

## Demografia
Segundo o censo de 2001, Dungargarh tinha uma população de 44,707 habitantes. Os indivíduos do sexo masculino constituem 51% da população e os do sexo feminino 49%. Dungargarh tem uma taxa de literacia de 61%, superior à média nacional de 59.5%: a literacia no sexo masculino é de 70% e no sexo feminino é de 52%. Em Dungargarh, 17% da população está abaixo dos 6 anos de idade.